# Spilomicrus basalyformis
Spilomicrus basalyformis är en stekelart som beskrevs av Marshall 1868. Spilomicrus basalyformis ingår i släktet Spilomicrus, och familjen hyllhornsteklar. Arten är reproducerande i Sverige.